# Dimos Avdeliodis

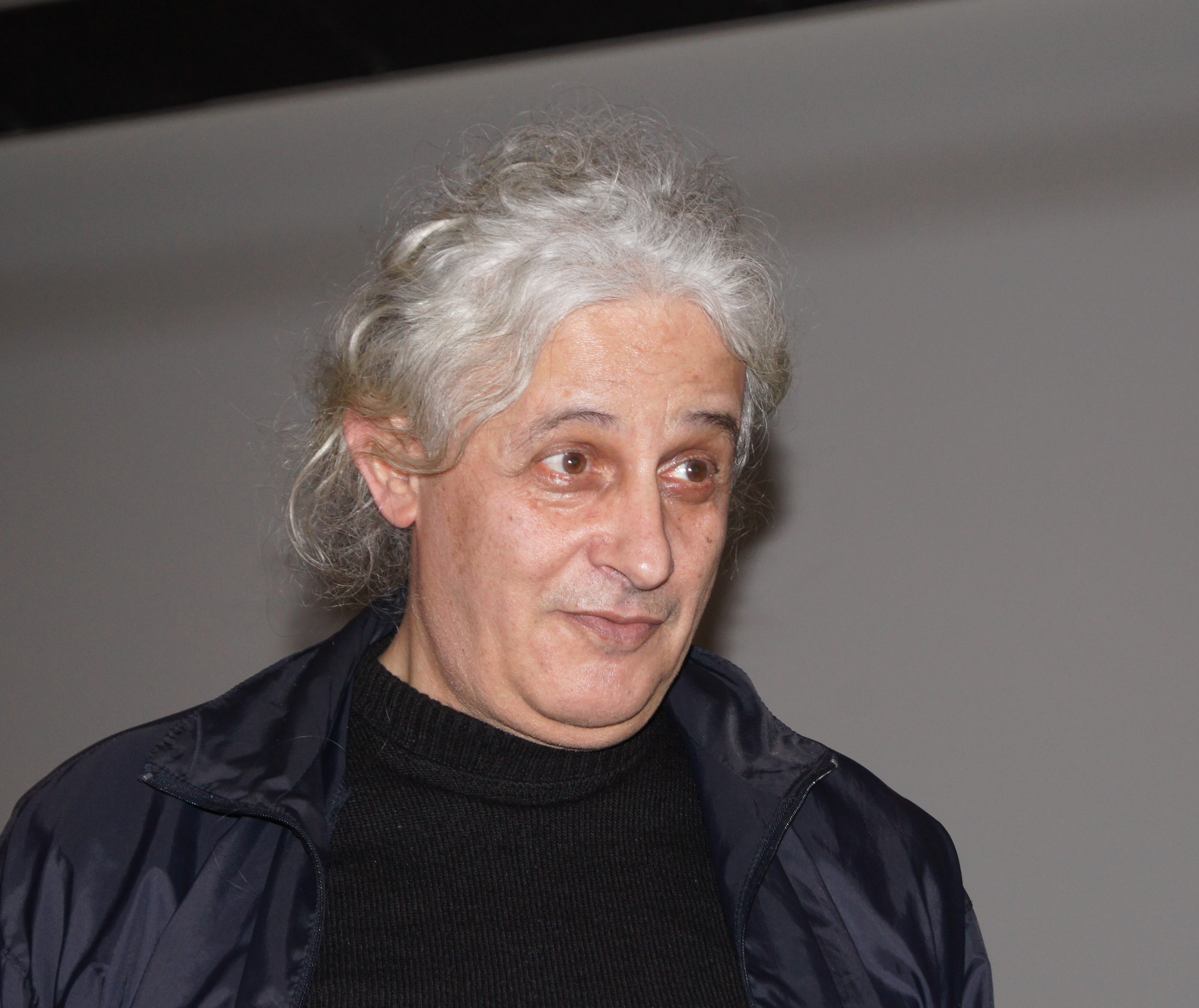
Dimos Avdeliodis

Aristodimos „Dimos“ Avdeliodis, (griechisch Δήμος Αβδελιώδης bzw. griechisch Αριστόδημος Αβδελιώδης; * 1952 in Mesa Didyma) auf der griechischen Insel Chios ist ein griechischer Film- und Theaterregisseur und Schauspieler.

## Leben
Dimos Avdeliodis studierte an der Philosophischen Fakultät der Universität Athen, gleichzeitig besuchte er Kurse von Giorgos Theodosiadis an der Schauspielschule Athen. Von 1993 bis 1998 unterrichtete er an der Panteion-Universität Athen in der Abteilung Kommunikation und Massenmedien (Τμήμα Επικοινωνίας, Μέσων και Πολιτισμού). Er ist seit 2004 Direktor am Schauspielhaus Nördliche Ägäis in Chios, wo er bereits von 1997 bis 2000 tätig war.

## Filmografie
als Schauspieler
- 1976: Happy Day; von (Pantelis Voulgaris)
- 1987: Der Baum, den wir verletzten (unter eigener Regie)
- 1990: Nike von Samothrake (unter eigener Regie)

als Regisseur, Drehbuchautor und Produzent
- 1982: Unlauterer Wettbewerb (Αθέμιτος Συναγωνισμός, Unfair Competition)
- 1987: Der Baum, den wir verletzten (Το δέντρο που πληγώναμε, The Tree We Hurt)[1]
- 1990: Nike von Samothrake (Νίκη της Σαμοθράκης, The Victory of Samothraki)
- 1999: Das Frühlingstreffen der Feldhüter (auch Das Frühlingstreffen) (Η εαρινή σύναξις των αγροφυλάκων, The Spring Gathering)[2]; die Handlung des Films spielt im Dorf Tholopotami im Süden der Insel Chios.

## Theaterstücke
- 1992: Stücke aus dem Werk Georgios Vizyinos (Μορφές από το έργο του Γεωργίου Βιζυηνού)
- 1995: Drei griechische Fabeln (Τρία ελληνικά παραμύθια)
- 2001: Ein Wenig von Allem, (Karagiozis von Andonis Mollas) (Λίγα απ' όλα, (Καραγκιόζης))
- 2003: Asma Asmaton – Lied der Lieder ('Ασμα Ασμάτων)
- 2007: Die letzte Reise seines Lebens (Το τελευταίο της ζωής του ταξείδιον)
- 2008: Alexander der Große und der verfluchte Drachen (Ο Μεγαλέξανδρος και ο καταραμένος Δράκος)[3]

## Auszeichnungen
Dimos Avdeliodis erhielt für seine Filme mehrere Auszeichnungen darunter
- 2000: Caligari-Filmpreis des Internationalen Forum des Jungen Films bei der Berlinale für Das Frühlingstreffen der Feldhüter
- 2000: Filmpreis der Stadt Freistadt beim Heimatfilmfestival für Das Frühlingstreffen der Feldhüter